# Medborgarrättsrörelsen i USA 1896–1954

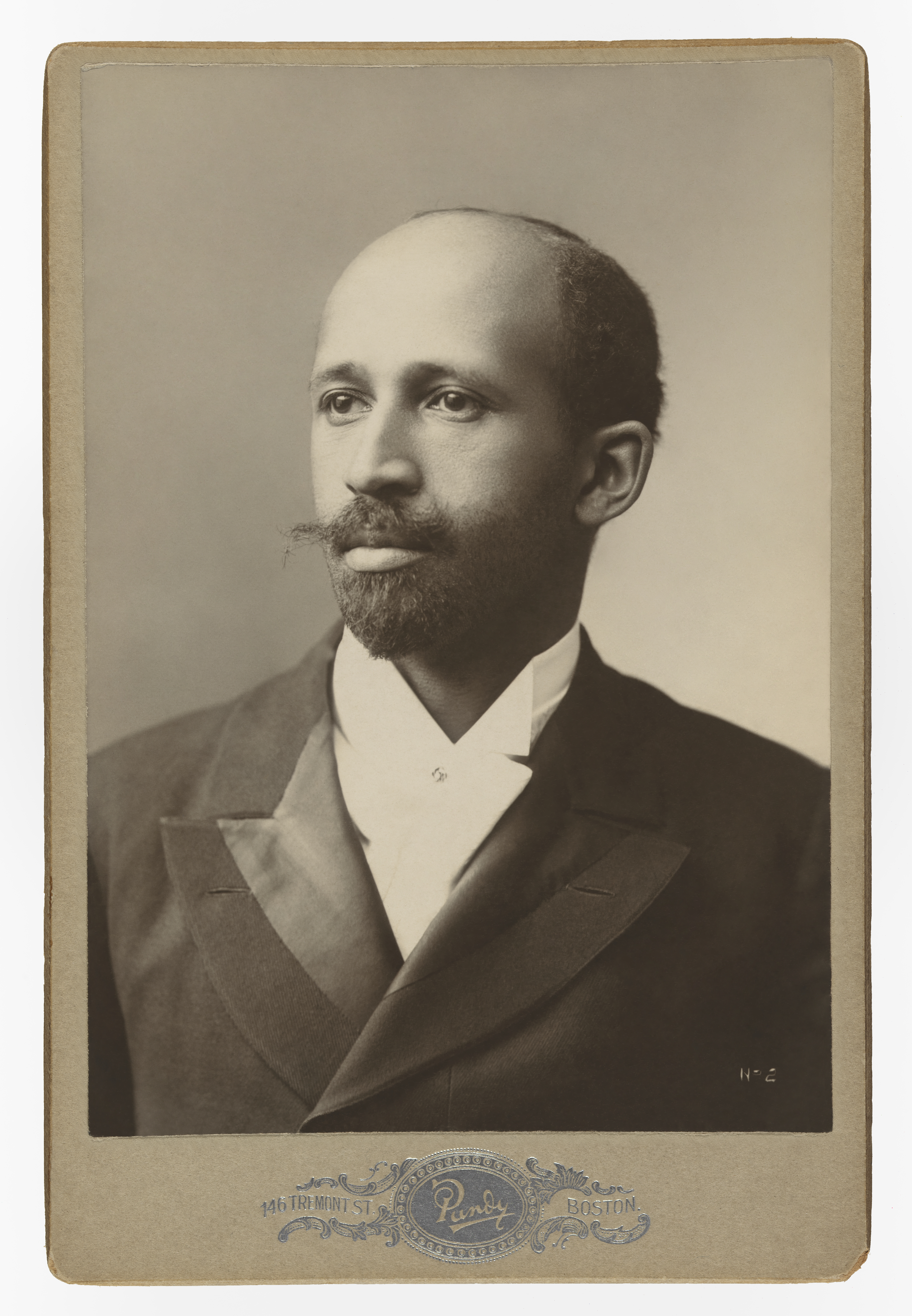
W.E.B. Du Bois var en viktig röst för svartas rättigheter under perioden.

Med medborgarrättsrörelsen i USA 1896–1954 avses kampen för lika medborgerliga rättigheter för alla medborgare i USA under denna tid, framför allt kampen för att de svarta skulle tillerkännas samma rättigheter som de vita.
Medborgarrättsrörelsen var inte en samlad organisation utan är ett samlingsbegrepp för många olika organisationer och enskilda som på olika sätt kämpade för jämlikhet mellan vita och svarta, mot diskriminering och rasåtskillnad, som var särskilt vanligt i den amerikanska Södern. Under den tidsperiod som behandlas i denna artikel, företogs kampen mest i form av juridiska processer och politisk agitation, medan man från och med mitten av 1950-talet övergick till att även ägna sig åt massmöten och civil olydnad. Detta senare skede behandlas i artikeln medborgarrättsrörelsen i USA 1955–1968.
Det skede som behandlas i denna artikel avgränsas av två avgöranden i USA:s högsta domstol. Perioden inleds med rättsfallet Plessy v. Ferguson, 163 U.S. 537, 1896, som fastslog att användandet av principen "åtskilda men likvärda" ("separate but equal") för rasåtskillnad inte stod i strid med konstitutionens fjortonde tillägg om medborgarnas rättigheter.  Slutet av perioden avgränsas av 1954 års rättsfall Brown mot skolstyrelsen (Brown v. Board of Education, 347 U.S. 483) där HD tog motsatt ställning jämfört med Plessy mot Ferguson och slog fast att rassegregerade skolor stred mot USA:s konstitution. Perioden mellan dessa båda rättsfall kantades av såväl framsteg som bakslag. Somliga organisationer, som Marcus Garvey's Universal Negro Improvement Association, hade stora framgångar - särskilt under 1920-talet - men lämnade inte mycket i arv till eftervärlden. Andra organisationers arbete, som NAACP:s juridiska processer mot rasåtskillnad på delstatsnivå, åtnjöt till en början bara små framgångar men så småningom ledde de fram till ett viktigt avgörande i just Brown mot skolstyrelsen.

## Utveckling
Sju år efter avgörandet i Plessy mot Ferguson publicerade den afroamerikanske intellektuelle W.E.B. Du Bois ett av sina viktigaste verk: The Souls of Black Folk. Boken har ansetts lägga den intellektuella grunden för svartas frihetssträvanden i USA under 1900-talet. I boken, som är en samling av Du Bois essäer, analyser, historiebeskrivningar, m.m. argumenterar han för att medborgarrättsrörelsen måste ställa större krav för svartas rättigheter. Han skriver att svarta utan uppehåll måste kräva rösträtt som en del av det moderna politiska livet, att diskriminering på grund av hudfärg är barbariskt och att utbildning för svarta är precis lika viktigt som för vita. Före boken utgavs hade svarta ledare som Booker T. Washington argumenterat för en långsammare och mindre konfrontativ attityd i medborgarrättskampen med fokus på utbildning för svarta, något som Du Bois alltså delvis vände sig mot, även om han beundrade Washingtons politiska arbete överlag.